# Kalvtjärnen (Säfsnäs socken, Dalarna, 667247-141746)
Kalvtjärnen är en sjö i Ludvika kommun i Dalarna och ingår i Göta älvs huvudavrinningsområde.